# Сан Виторија ин Матенано (Фермо)
Сан Виторија ин Матенано (итал. San Vittoria in Matenano) насеље је у Италији у округу Фермо, региону Марке.
Према процени из 2011. у насељу је живело 552 становника. Насеље се налази на надморској висини од 600 м.